# Rurey
Rurey ist eine französische Gemeinde mit 359 Einwohnern (Stand: 1. Januar 2022) im Département Doubs in der Region Bourgogne-Franche-Comté.

## Geographie
Rurey liegt auf 390 m, etwa 16 Kilometer südlich der Stadt Besançon (Luftlinie). Das Dorf erstreckt sich im Jura, in einer Mulde, die sich nach Westen zum Tal der Loue öffnet, am Fuß des Mont d’Or.
Die Fläche des 14,77 km² großen Gemeindegebiets umfasst einen Abschnitt der Schichtstufenlandschaft des westlichen französischen Juras. Der zentrale Teil des Gebietes wird von der Mulde von Rurey eingenommen. Diese wird im Norden vom Zeugenberg Mont d’Or (511 m), im Osten und Süden von der bewaldeten Hochfläche Sur le Mouret (mit 520 m die höchste Erhebung von Rurey) flankiert. Dieses Hochplateau wird von der Loue in gewundenem Lauf umflossen, wobei das Tal meist ungefähr 80 bis 100 m tief in die umgebenden Plateaus eingeschnitten ist und einen flachen Talboden von maximal 500 m Breite aufweist. Die steilen Talhänge sind an einigen Orten von Kalkfelswänden durchzogen. Entlang dem Fluss verläuft die südliche und westliche Gemeindegrenze. Nach Norden erstreckt sich das Gemeindeareal auf das teils mit Wiesland, teils mit Wald (Bois Marquis) bedeckte Plateau, das durchschnittlich auf 420 m liegt.
Nachbargemeinden von Rurey sind Chenecey-Buillon und Épeugney im Norden, Cademène im Osten, Amondans und Lizine im Süden, Cussey-sur-Lison im Südwesten sowie Rouhe und Courcelles im Westen.

## Geschichte
Im Mittelalter gehörte Rurey zur Herrschaft Montrond-le-Château. Zusammen mit der Franche-Comté gelangte das Dorf mit dem Frieden von Nimwegen 1678 an Frankreich.

## Sehenswürdigkeiten

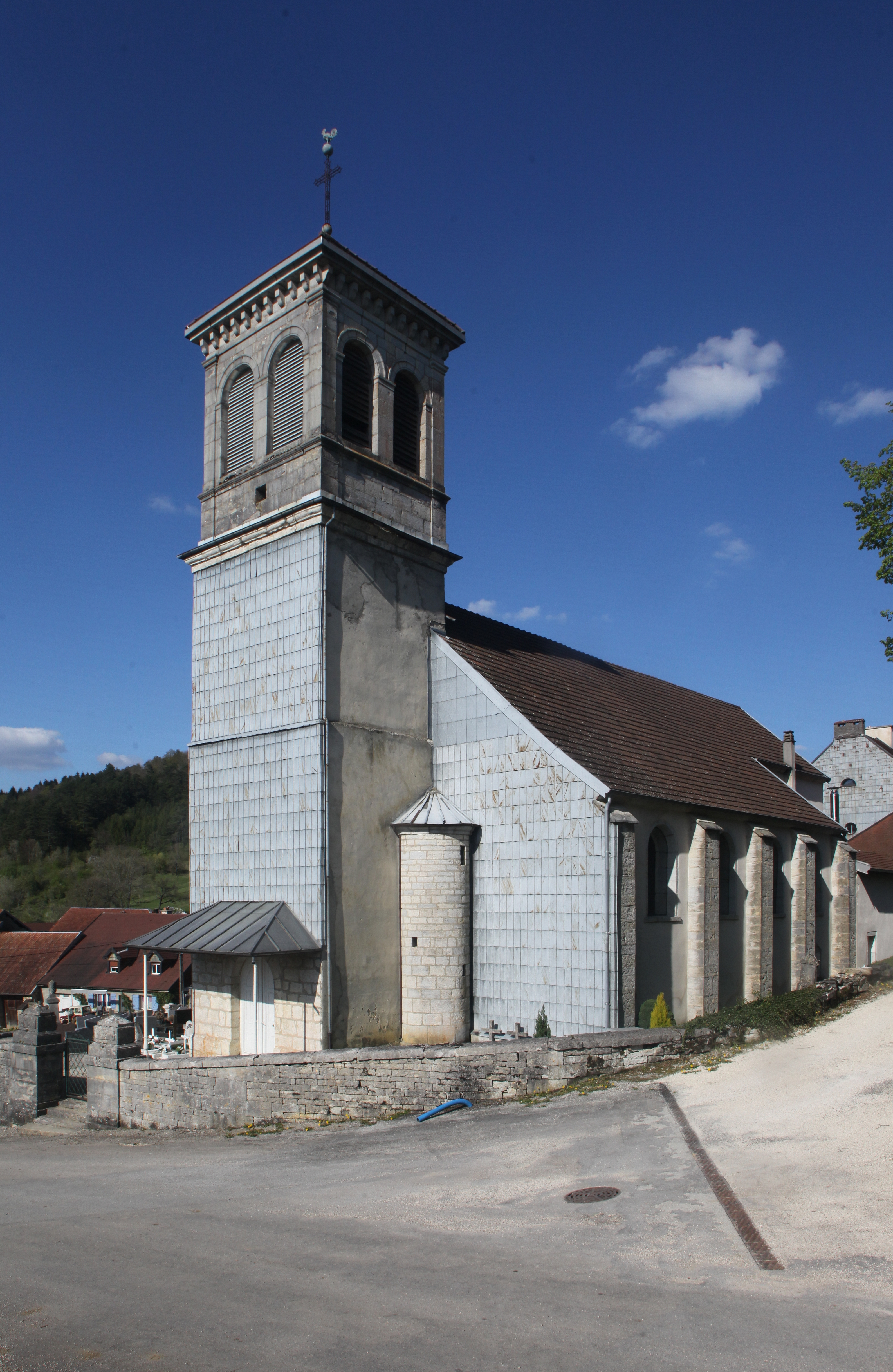
Kirche Nativité-de-Saint-Jean-Baptiste

Die dreischiffige Dorfkirche Nativité-de-Saint-Jean-Baptiste (Geburt Johannes' des Täufers) in Rurey wurde im 18. Jahrhundert im Stil des Klassizismus erbaut. Im alten Ortskern sind verschiedene Bauernhäuser im charakteristischen Stil der Franche-Comté aus dem 17. bis 19. Jahrhundert erhalten.

## Bevölkerung
| Jahr                       | 1962 | 1968 | 1975 | 1982 | 1990 | 1999 | 2004 | 2016 |
| Einwohner                  | 199  | 183  | 154  | 189  | 227  | 282  | 303  | 336  |
| Quellen: Cassini und INSEE |      |      |      |      |      |      |      |      |

Mit 359 Einwohnern (Stand 1. Januar 2022) gehört Rurey zu den kleinen Gemeinden des Départements Doubs. Nachdem die Einwohnerzahl in der ersten Hälfte des 20. Jahrhunderts markant abgenommen hatte (1881 wurden noch 444 Personen gezählt), wurde seit Mitte der 1970er Jahre wieder ein deutliches Bevölkerungswachstum verzeichnet.

## Wirtschaft und Infrastruktur
Rurey war bis weit ins 20. Jahrhundert hinein ein vorwiegend durch die Landwirtschaft (Ackerbau, Obstbau und Viehzucht) und die Forstwirtschaft geprägtes Dorf. Daneben gibt es heute einige Betriebe des Klein- und Mittelgewerbes, darunter ein auf die Herstellung von Schildern spezialisiertes Unternehmen. Mittlerweile hat sich das Dorf auch zu einer Wohngemeinde gewandelt. Viele Erwerbstätige sind Wegpendler, die in den größeren Ortschaften der Umgebung ihrer Arbeit nachgehen.
Die Ortschaft liegt abseits der größeren Durchgangsstraßen an einer Departementsstraße, die von Épeugney nach Quingey führt.

## Persönlichkeiten
- Jean-Pierre Mabile (1800–1877), Bischof